# Дрогобычский государственный педагогический университет имени Ивана Франко
Дрогобычский государственный педагогический университет имени Ивана Франко (укр. Дрого́бицький держа́вний педагогі́чний університе́т і́мені Іва́на Франко) — государственный университет, расположенный в городе Дрогобыч.

## История

### Гимназия
Ранее в помещении университета была Дрогобычская гимназия имени Франца Иосифа I, в которой учился Иван Франко. Здесь учительствовали поэт-неокласик Пётр Карманский, общественный деятель Владимир Бирчак, а само заведение закончили: Василий Стефаник, Лесь Мартович, Владимир Бирчак, Остап Нижанковский, Григорий Коссак, Бруно Шульц, Анджей Хцюк, Михаил Матчак и другие видные деятели.

### Педагогический университет
История Дрогобычского государственного педагогического университета началась с мая 1940 года, когда согласно постановлению правительства УССР, был создан Дрогобычский учительский институт с историческим, географическим и языково-литературным факультетами. 12 марта 1940 года в Областной газете «Большевистская правда» было напечатано первое объявление о наборе в Дрогобычский государственный учительский институт на исторический, языково-литературный и физико-математический факультеты. 1 сентября 1940 года состоялось торжественное открытие института в составе исторического, литературного и физико-математического факультетов с дневной, вечерней и заочной формами обучения.
В годы Второй мировой войны институт прекратил свою деятельность, а 19 ноября 1944 года возобновил работу, объявив набор на три факультета: исторический, филологический, физико-математический.
1945—1946 годы — впервые проведён набор на заочное отделение.
1947 год — впервые институт распределил выпускников на работу в школы.
1952 год — учительский институт реорганизован в педагогический.
В феврале 1954 года институту было присвоено имя Ивана Франко.
С 1 сентября 1956 года исторический факультет Дрогобычского пединститута был ликвидирован, а студенты переведены в состав исторического факультета Львовского государственного университета.
В феврале 1960 года Львовский педагогический институт переведён в Дрогобыч и объединён с Дрогобычским пединститутом имени Ивана Франко.
1995 год — Институт аттестован и отнесён к высшим учебным заведениям III—IV уровня аккредитации.
1998 год — на базе института создан Дрогобычский государственный педагогический университет имени Ивана Франко.
На 2020 год в структуре университета 4 института, 5 факультетов, центр последипломного образования и доуниверситетской подготовки, 42 кафедры, на которых работает 582 преподавателя — из них докторов наук 63 (профессоров 54), кандидатов наук 337 (доцентов 250). Профессию педагога (дневная/заочная форма обучения) получают более 5000 студентов.
Университет готовит учителей из более чем 50 специальностей и специализаций.

## Учебные подразделения
- Институт физики, математики, экономики и инновационных технологий
- Институт иностранных языков
- Институт музыкального искусства
- Институт физической культуры и здоровья
- Филологический факультет
- Исторический факультет
- Факультет начального и художественного образования
- Биолого-естественный факультет
- Факультет психологии, педагогики и социальной работы
- Центр последипломного образования и доуниверситетской подготовки

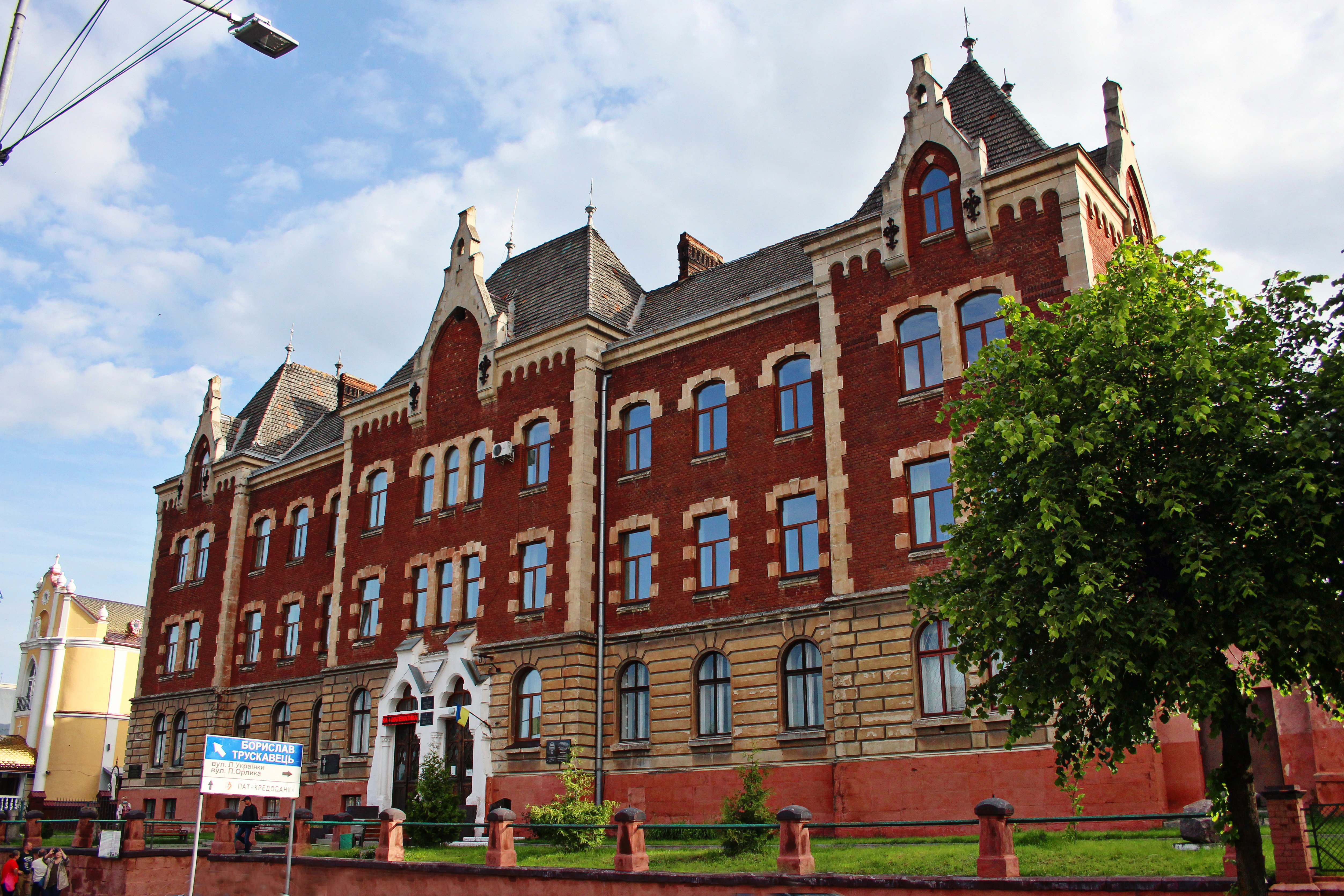
Институт физики, математики, экономики и инновационных технологий
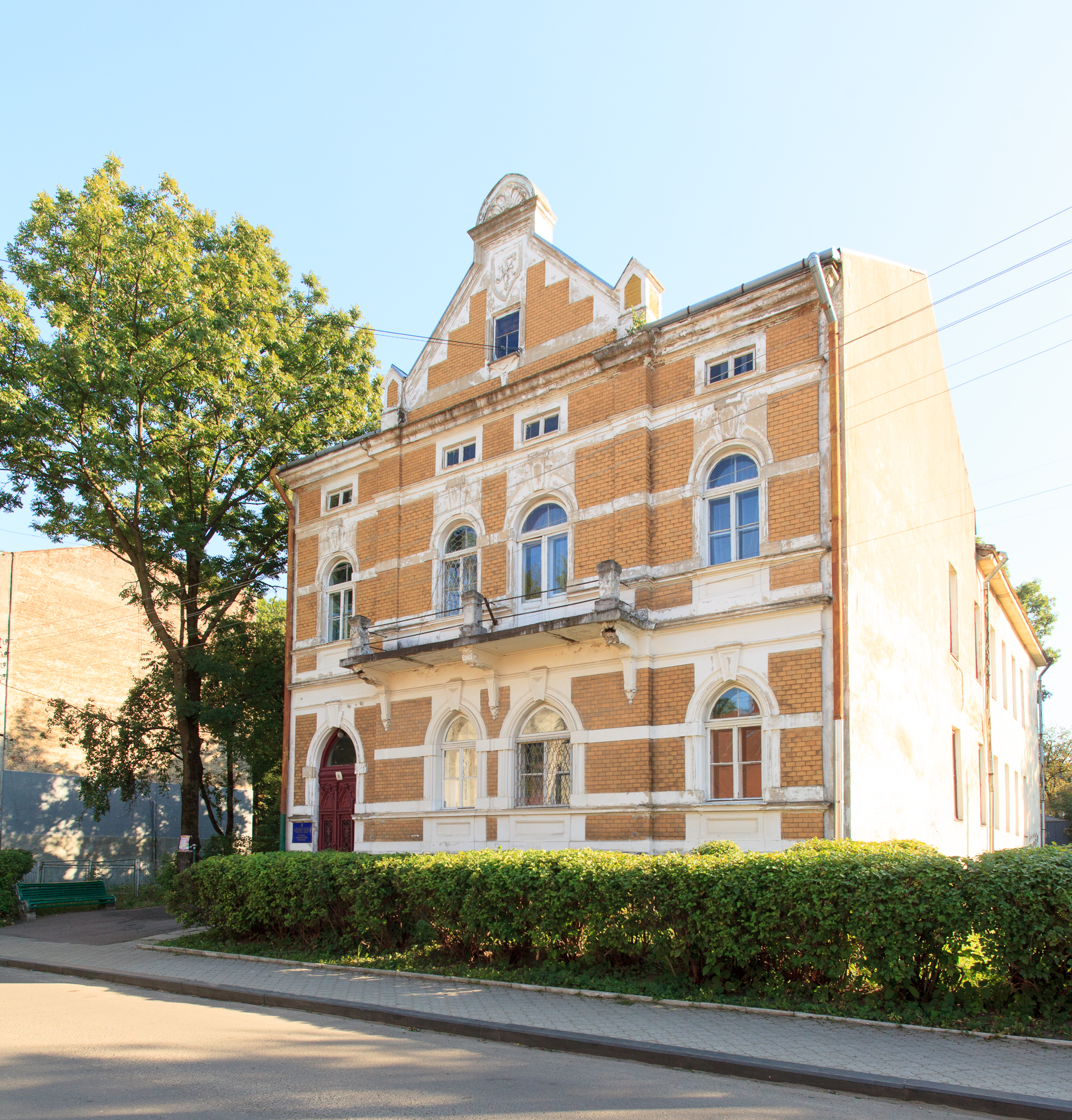
Институт музыкального искусства
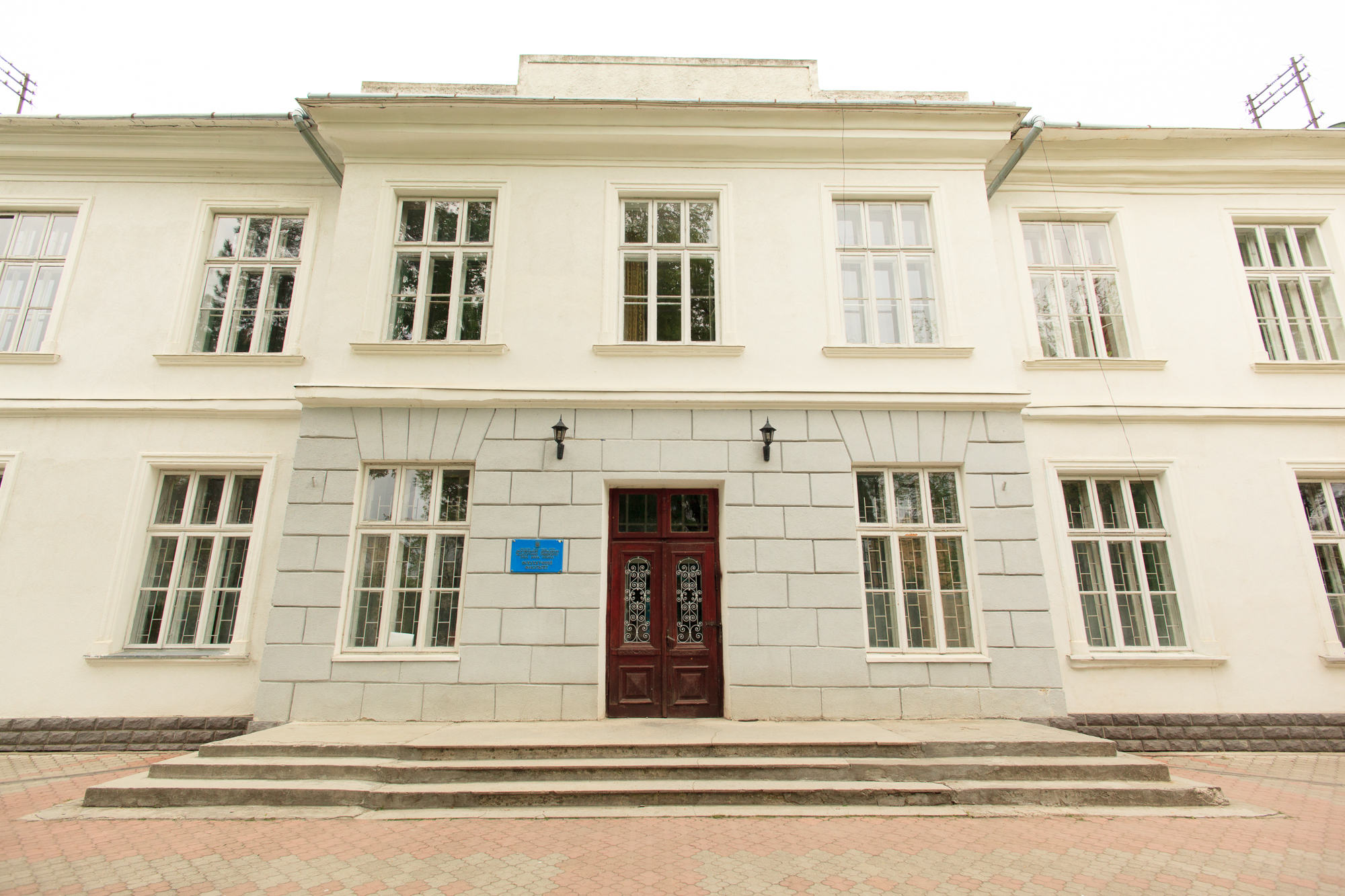
Филологический факультет
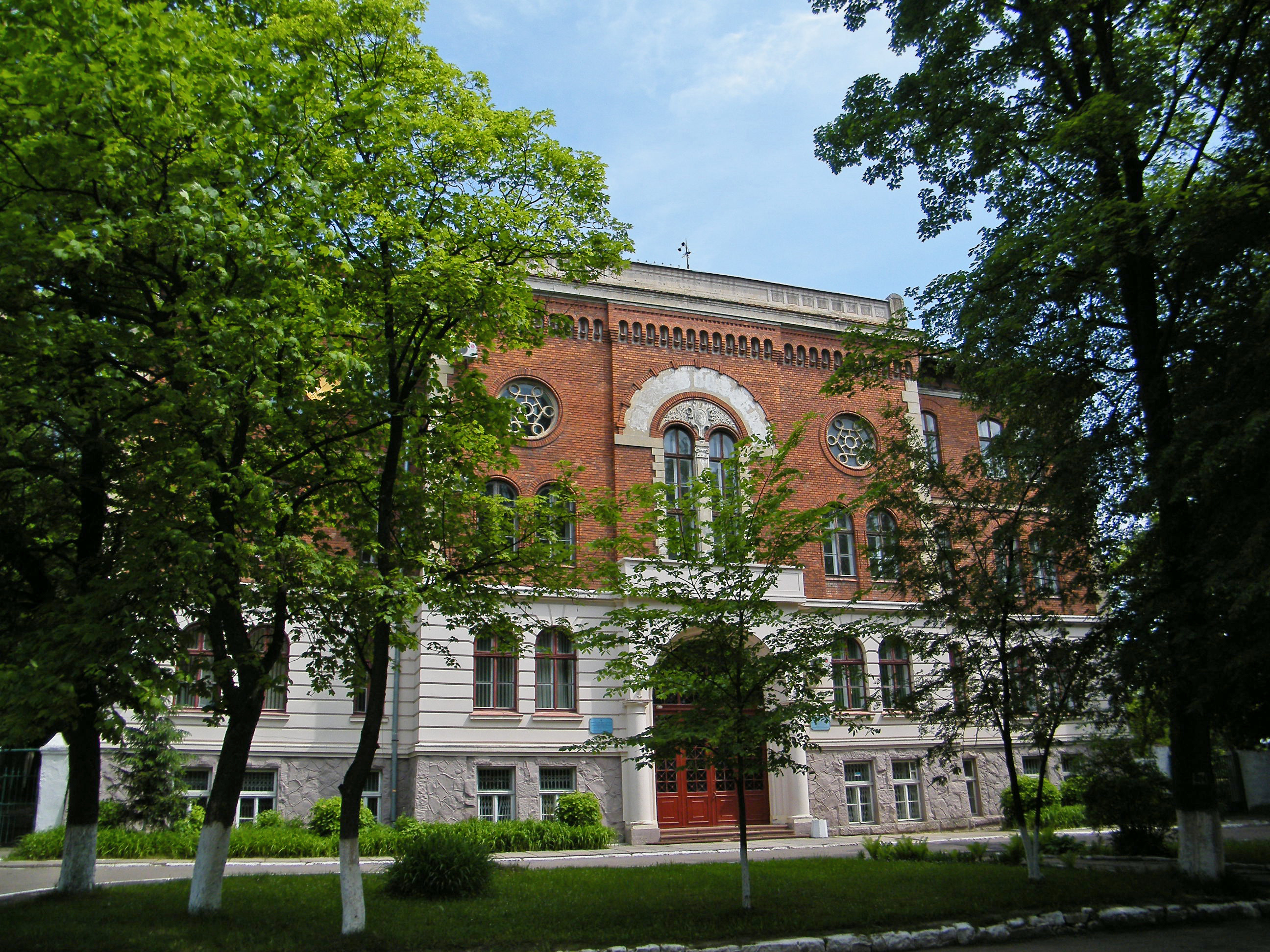
Факультет психологии, педагогики и социальной работы
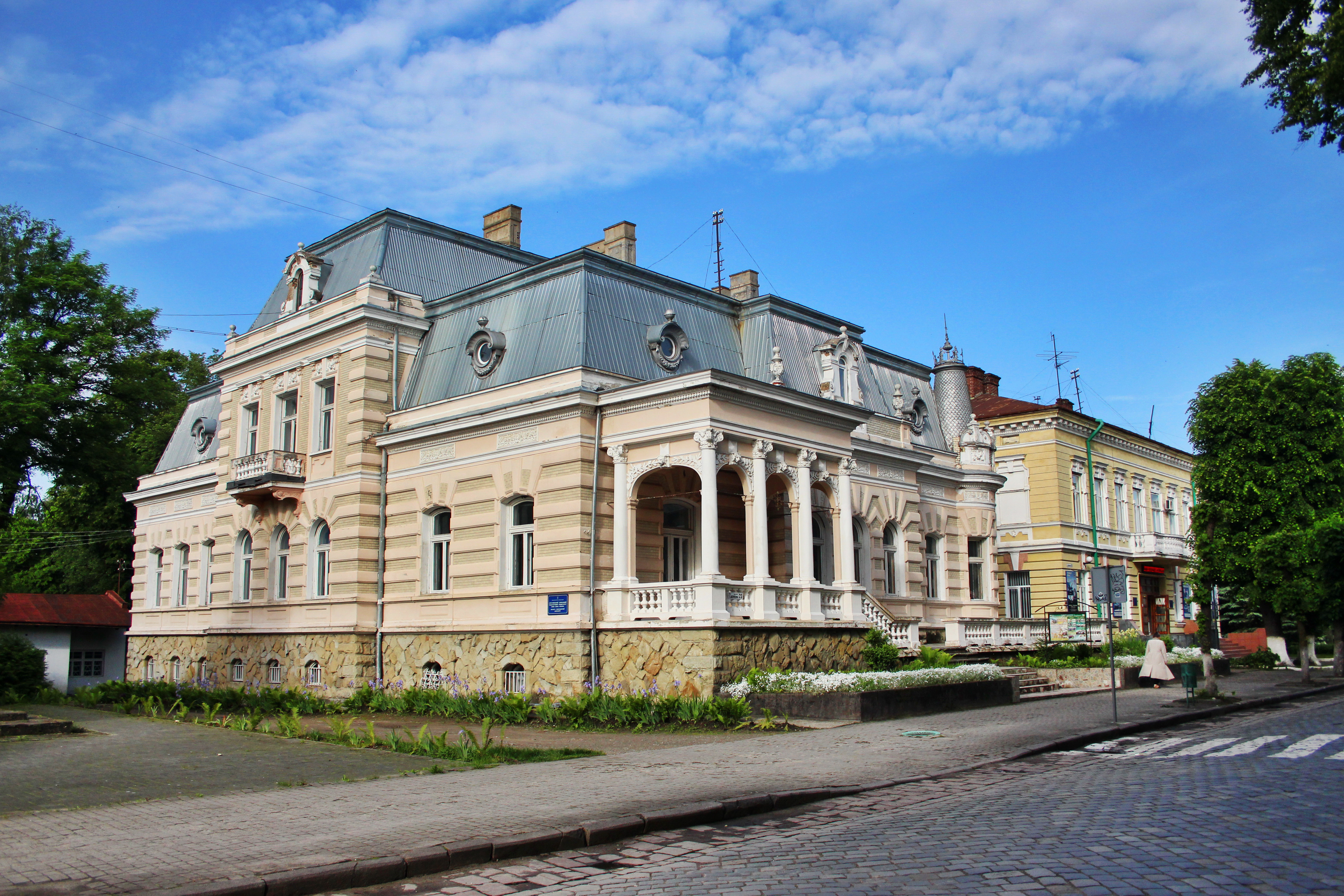
Биолого-естественный факультет

## Названия
- Дрогобычский государственный учительский институт (укр. Дрогобицький державний учительський інститут) (1940—1952)
- Дрогобычский государственный педагогический институт (укр. Дрогобицький державний педагогічний інститут) (1952—1954)
- Дрогобычский государственный педагогический институт имени Ивана Франко (укр. Дрогобицький державний педагогічний інститут імені Івана Франко) (1954—1998)
- С 1998 — Дрогобычский государственный педагогический университет имени Ивана Франко[1]

## Ректоры (директора) университета
- 1940—1941 — Туман А.
- 1944—1946 — Рудченко Иван Максимович
- 1946—1947 — Копейко Григорий Яковлевич
- 1947—1950 — Катренко Гаврила Прокопович
- 1950—1960 — Подпригорщук Николай Владимирович
- 1960—1968 — Черненко Анатолий Михайлович
- 1968—1973 — Чёрной Владимир Павлович
- 1973—1988 — Надимьянов Василий Фёдорович
- 1988—2011 — Скотный Валерий Григорьевич
- 2012—2021 — Скотная Надежда Владимировна
- 2021—н. в. — Бодак Валентина Анатольевна